# Lobonychium
Lobonychium is een geslacht van hooiwagens uit de familie Epedanidae.
De wetenschappelijke naam Lobonychium is voor het eerst geldig gepubliceerd door Roewer in 1938. 

## Soorten
Lobonychium is monotypisch en omvat slechts de volgende soort:
- Lobonychium palpiplus